# Synagoge (Eisleben)
Die ehemalige Synagoge wurde 1850 in Eisleben erbaut und ist ein geschütztes Kulturdenkmal.

## Baugeschichte

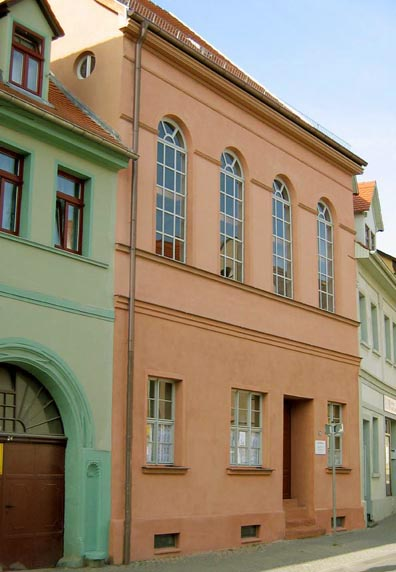
Synagoge zu Eisleben (2006)

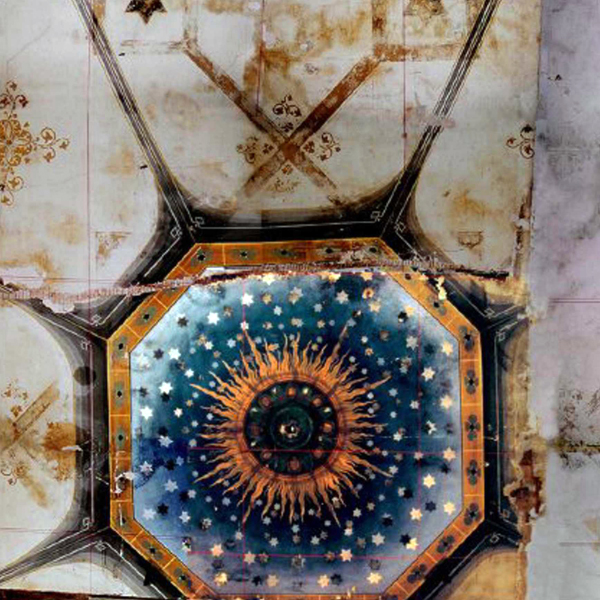
Deckenmalerei 1850/ 1925

Im Jahre 1814 kaufte die wachsende jüdische Gemeinde das Haus in der heutigen Lutherstraße, das wohl aus dem 15. Jahrhundert stammt. Damals hieß die Straße "Lange Gasse" und die Häuser waren zweigeschossig und traufständig. Das Haus wurde zunächst als Religionsschule und Kantorwohnung (Chasanwohnung) genutzt.
1850 wurde es zur Synagoge umgebaut. Dazu wurden Obergeschoss und Dach abgetragen und auf die alten Erdgeschossmauern wurden zwei neue Obergeschosse in Fachwerkbauweise aufgesetzt. Hier entstand der Betsaal mit Frauenempore.
In den 1920er Jahren wurde der Haupteingang versetzt und die Treppe geändert. Außerdem wurde die malerische Ausgestaltung überarbeitet.
1938 wurde die Synagoge während der Novemberpogrome geschändet. Dabei wurde der Kantor Gustav Mosbach misshandelt, Teile des Inventars wurden zerstört. Die Synagoge wurde nicht in Brand gesetzt, weil dann die Nachbarhäuser ebenfalls abgebrannt wären. 1939 enteignete der Staat die jüdische Gemeinde, und die Synagoge wurde Privateigentum. 1940 sollte das Haus zum Wohnhaus umgebaut werden, was wohl kriegsbedingt nicht vollzogen werden konnte.
Nach dem Krieg diente die Synagoge zunächst als Notquartier, dann wurde es durch die Neuapostolische Kirche genutzt. In den 1960er Jahren erfolgte der Umbau zum Wohnhaus. Die zweigeschossigen Lichtbänder an beiden Fassaden wurden geschlossen oder geteilt. Der Luftraum der Frauenempore wurde geschlossen, und der Betsaal wurde in kleinere Räume aufgeteilt. Da das Dach nicht gewartet wurde, drang über Jahrzehnte Wasser ins Haus und zerstörte die historische Holzkonstruktion.
Im Jahr 2002 erwarb die Stadt Eisleben das Haus auf Initiative eines Fördervereines. Seither wird es schrittweise restauriert.

## Geschichte der jüdischen Gemeinde
Die erste Ansiedlung von Juden im Mansfelder Land begann im 14. Jahrhundert im Zuge der Entwicklung des hiesigen Bergbaus. 1451 wird der Jüdenhof in Eisleben erstmals erwähnt, ein kleiner Platz im Anschluss an den Marktplatz, an dem Juden wohnten. Dieser Platz konnte an seinen beiden Ausgängen zu bestimmten Anlässen verschlossen werden. Eine Judenaustreibung in Eisleben vor 1451 ist wahrscheinlich, aber nicht nachgewiesen. Zur Zeit der Reformation lebten ungefähr 50 Juden in der Stadt. Der Antijudaismus der Reformationszeit, an erster Stelle durch Martin Luther selbst, führte 1543 zu einem Edikt des Kurfürsten von Sachsen, das den Juden das Wohn-, Handels- und Durchzugsrecht entzog. Die Juden verließen die Stadt und wichen überwiegend nach dem Königreich Polen aus.
Erst Ende des 18. Jahrhunderts siedelten sich wieder Juden in Eisleben an. Die ersten waren die Kaufmanns-Familien Simon, Löwenstein und Schutzer. Nachdem die Zahl der Juden in Eisleben so groß wurde, dass man eine Gemeinde bilden konnte, weihte die Judenschaft Eislebens, am 9. September 1814 ihren Gebetsraum in den Räumen eines Wohn- und Geschäftshauses in der Langen Gasse (heute Lutherstraße 25) ein. Hier wurden der Sabbat und die entsprechenden religiösen Feiern begangen. Die Synagoge diente im 19. Jahrhundert auch als Religionsschule und Wohnhaus für den Kantor. Seit den 1830er Jahren wurde ein Kantor beschäftigt, darunter von 1863 bis 1876 Mohel Samuel Hamburger, Ende des 19. Jahrhunderts der Rabbiner Professor Enoch und in den 1920er Jahren Max Frank. Der letzte Kantor war Gustav Mosbach, der mit seiner Familie in dem Haus wohnte.
1925 gehörten zur Gemeinde im Stadtkreis 88 Mitglieder. Dazu kamen 43 Mitglieder aus dem Mansfelder Seekreis, 35 aus dem Mansfelder Gebirgskreis und weitere aus den Kreisen Sangerhausen und Artern. Sie waren meistens Kaufleute, Bankiers und Rechtsanwälte.
In der Zeit des Nationalsozialismus wurden die Juden wie überall in Deutschland diskriminiert, sodass viele die Stadt oder gar das Land verließen. 1938 wurden in der Stadt noch 42 Juden genannt, von denen mindestens 21 in der Shoah ermordet wurden.
Unter denen, die sich nicht zur Emigration entschließen konnten und daher umkamen, waren die Familien, die am längsten in Eisleben und Umgebung gewohnt hatten, wie die Familie Bratel, Familie Rosenthal, Katzenstein und die Familie Mosbach.
Damit hörte die Eisleber Judengemeinde auf zu existieren. Die Überlebenden sind über die ganze Welt verstreut. Zurückgekehrt ist kein einziger.